# فرودگاه جهرم
فرودگاه بین‌المللی شهدای جهرم فرودگاهی در شهر جهرم، ایران است. این فرودگاه یکی از قدیمی‌ترین فرودگاه‌های ایران است که در سال ۱۳۴۸ به عنوان دومین فرودگاه استان فارس بعد از فرودگاه شیراز تأسیس شد. فرودگاه بین‌المللی جهرم دارای پروازهایی به مقصد تهران، مشهد و چابهار است. در سال ۱۴۰۰ در این فرودگاه ۲۵۸ نشست و برخاست هواپیما انجام شد و ۸٬۱۲۹ نفر مسافر و بیش از ۸۴٬۰۰۰ کیلوگرم بار از طریق آن جابجا شدند.

## تاریخچه
عملیات اجرایی فرودگاه  جهرم در سال ۱۳۴۶ آغاز و دو سال بعد، در سال ۱۳۴۸، رسماً افتتاح شد. در سال‌های پیش از انقلاب ۱۳۵۷، پروازهای پستی، کشاورزی و مسافربری در فرودگاه برقرار بوده‌است. همچنین فرودگاه در عملیات کمک‌رسانی به زلزله‌زدگان قیر و کارزین نقش محوری داشته‌است. 
در بعد از انقلاب در بحبوحه جنگ ایران و عراق، از این فرودگاه به عنوان پارکینگ هواپیماهای C-130 برای دور بودن از حملات هوایی عراق استفاده شد. فرودگاه جهرم در دو دوره بین سال‌های ۱۳۷۴ تا ۱۳۷۸ و ۱۳۹۱ تا ۱۳۹۲ دارای پروازهای هفتگی به مقصد تهران بوده‌است و از سال ۱۳۹۶ تاکنون هفته‌ای چهار پرواز از این فرودگاه به مقصد تهران، یک پرواز به مقصد مشهد و ماهی دو پرواز به مقصد چابهار توسط شرکت‌های ایران ایر (هما) و پارس ایر به‌طور مستمر انجام می‌شود.
بنا بر اعلام سازمان هواپیمایی کشوری این فرودگاه در تاریخ ۲۹ اردیبهشت ۱۴۰۰ به عنوان مرز هوایی شناخته شد. تلاش‌هایی در جهت برقراری پرواز از این فرودگاه به نجف در کشور عراق انجام گرفته‌است.

## موقعیت
این فرودگاه در فاصلهٔ ۳ کیلومتری شمال شهر جهرم، در کنار دانشگاه آزاد اسلامی جهرم و مجتمع گردشگری و اقامتی پردیس جهرم و منطقه ویژه اقتصادی و بندر خشک و گمرک قرار دارد.

## مقاصد
| شرکت‌های هواپیمایی | مقصدهای پروازی                               |
| ----------------- | -------------------------------------------- |
| ایران ایر         | فرودگاه مهرآباد، فرودگاه شهید هاشمی‌نژاد مشهد |
| پارس ایر          | فرودگاه مهرآباد، فرودگاه کنارک               |
| هواپیمایی آتا     | فرودگاه مهرآباد                              |